# Menigionyx rectangulus
Menigionyx rectangulus är en skalbaggsart som beskrevs av Gilbert John Arrow 1941. Menigionyx rectangulus ingår i släktet Menigionyx och familjen Melolonthidae. Inga underarter finns listade i Catalogue of Life.